# Robert Etheridge junior
Robert Etheridge junior (* 23. Mai 1847 in Cheltenham; † 4. Januar 1920) war ein britisch-australischer Paläontologe.

## Leben
Etheridge war der Sohn des Paläontologen Robert Etheridge, erhielt von diesem seine Ausbildung und studierte an der Royal School of Mines in London bei Thomas Henry Huxley. 1866 bis zu dessen Auflösung 1869 arbeitete er in Australien beim Geological Survey von Victoria unter Alfred Richard Cecil Selwyn. 1871 kehrte er nach England zurück und wurde 1873 Paläontologe beim Geological Survey von Schottland. Ab 1874 war er am Natural History Museum in London, an dem er unter anderem mit Philip Herbert Carpenter einen Katalog von Blastoidea erstellte und mit Henry Alleyne Nicholson eine Monographie über Fossilien des Silur des Girvan Distrikts in Ayrshire erstellte. 1887 ging er wieder nach Australien, zu dessen Paläontologen (besonders Robert Logan Jack) sein Kontakt nie abbrach und wo er für den Geological Survey von New South Wales und das Australian Museum in Sydney arbeitete, an dem er 1895 Kurator wurde. Er initiierte in Australien die Veröffentlichung der Records of the Geological Survey und der Records of the Australian Museum, befasste sich auch mit den Aborigines und förderte die Auswirkung des Museums durch Organisation von Vorträgen und Demonstrationen.
1895 erhielt er mit Robert Logan Jack die Clarke Medal der Royal Society of New South Wales, 1877 den Wollaston Fund der Geological Society of London und 1911 erhielt er die Mueller Medal der Australasian Association for the Advancement of Science. Mehrere Tier- und Pflanzenarten, ein Gletscher in der Antarktis und ein Goldfeld in Queensland wurden nach ihm benannt.
Etheridge war verheiratet und hatte zwei Söhne.

## Schriften
- mit Robert L. Jack: The Geology and Palaeontology of Queensland and New Guinea. 1892. Nachdruck Hansebooks, Norderstedt 2017, ISBN  	978-3-337-17601-3